# Mihail Kogălniceanu
Mihail Kogălniceanu (Jászvásár, 1817. szeptember 6. – Párizs, 1891. június 20.) román történész, író, újságíró, politikus. Fontos szerepet játszott az 1848-as forradalomban és a Román Fejedelemségek egyesítésében. Egy ideig miniszterelnök volt, aztán külügyminiszter lett. Nevét sok romániai település viseli.

## Élete
Ilie Kogălniceanu moldáv bojár fia, Jászvásáron (Iași) született. Itt kezdte meg tanulmányait és itt ismerkedett meg Vasile Alecsandrival és Alexandru Ioan Cuzával. Azután külföldön tanult tovább: a franciaországi Lunéville-ben, majd Németországban a berlini Humboldt Egyetemen.
Az ő nevéhez fűződik a „Dacia literară” irodalmi folyóirat létrehozása, ahol együtt dolgozott többek közt Alecsandrival, Ion Ghicával, Costache Negruzzival – ez utóbbival nyomtatta ki Dimitrie Cantemir, Grigore Ureche és Miron Costin román krónikások munkáit.
1840-ben a Jászvásári Nemzeti Színház társigazgatója lett (Alecsandrival és Negruzzival együtt). Részt vett az 1848-as forradalomban, majd a Román Fejedelemségek egyesítését igyekezett véghezvinni. Cuza uralkodása alatt 1863 és 1865 között miniszterelnök volt, s fontos reformokat vezetett be, például az agrárreformot, az egyházi birtokok államosítását és az iskoláztatási törvényt. 1868-ban a Román Akadémia tagja lett. I. Károly alatt külügyminiszter volt (1876, 1877–1878), ő kiáltotta ki a Román Királyság függetlenségét az orosz–török háború lezártával, melyet 1878-ban a berlini szerződésben ismertek el.
1891-ben Párizsban halt meg, miközben megoperálták. Holttestét szülővárosában, Jászvásáron helyezték nyugalomra. Nevét ma számos település és építmény őrzi, többek közt a Constanța megyei Mihail Kogălniceanu település 1962-ben felépült repülőtere.

## Művei
- Esquisse sur l'histoire, les moeurs et la langue des Cigains, 1837
- Histoire de la Valachie, 1837
- Romänische oder Walachische Sprache und Literatur, 1837
- Adunări dănțuitoare, 1839
- Iluzii pierdute, 1841 (Elveszett illúziók, elbeszélés)
- Calendar pentru poporul românesc, 1842, 1843, 1844, 1845, 1846 (Kalendárium a román nép számára)
- Almanah de învățătură și petrecere (Irodalmi és szórakoztató almanach)
- Fiziologia provincialului în Iași, 1844
- Tainele inimii, 1850 (A szív titkai, regénytöredék)

## Magyarul
- A parasztság sorsának könnyítése; vál. Kerekes György, ford. Bözödi György et al., bev. Jordáky Lajos; Kriterion, Bukarest, 1975 (Téka)

## Külső hivatkozások
- Mihail Kogălniceanu – Életrajz (angolul)
- Mihail Kogălniceanu-emlékház Jászvásárban (románul)

1. 1 2  119283239, 2023. október 18.